# キティン・ムニョス
キティン・ムニョス（Kitín Muñoz, 本名：Antonio José "Kitín" Muñoz y Valcárcel, 1958年11月19日 - ）は、スペインの科学者、海洋探検家。モロッコのシディ・イフニ生まれ。
原始的な船で大海を探検する海洋探検を通じて、先住民族の権利と地位向上のための平和のメッセージを発信している。エコロジストであり、人道活動家として、危機に瀕する先住民族の権利を守る活動に国際的な関心を向けるよう努力している。
元々スペイン陸軍の幹部だったが、2002年10月26日にブルガリアの元国王で前首相のシメオン・サクスコブルクゴツキの娘カリーナと結婚した。2007年3月にムニョスとカリーナの息子シメオン・ハッサン・ムニョスがブルガリア・ソフィアで生まれ、2015年にモロッコ・ラバト近郊に親子共に居住。近年はユネスコ親善大使、モロッコの名誉領事となっている。